# Liste der Highways in Yukon
Diese Liste gibt eine Übersicht über die Highways im kanadischen Territorium Yukon. Die Highways 1 bis 15 stehen unter Verwaltung vom Yukon's Department of Highways and Public Works, lediglich Highway 37 wird vom British Columbia Ministry of Transportation and Infrastructure unterhalten.
| Nummer | Name                     | Beginn                        | Ende                        | Länge in km |
| ------ | ------------------------ | ----------------------------- | --------------------------- | ----------- |
| H1     | Alaska Highway           | Watson Lake, weiter auf       | Beaver Creek, weiter auf    | 957         |
| H2     | Klondike Highway         | White Pass, weiter auf        | Dawson City, weiter auf     | 658         |
| H3     | Haines Highway           | Dalton Post                   | Haines Junction, weiter auf | 175         |
| H4     | Robert Campbell Highway  | Watson Lake, weiter auf       | Carmacks, weiter auf        | 583         |
| H5     | Dempster Highway         | Dawson City, weiter auf       | Eagle Plains, weiter auf    | 465         |
| H6     | Canol Road               | Johnsons Crossing, weiter auf | weiter auf                  | 454         |
| H7     | Atlin Road               | Atlin                         | Jakes Corner, weiter auf    | 42          |
| H8     | Tagish Road              | Carcross                      | Jakes Corner, weiter auf    | 54          |
| H9     | Top of the World Highway | Jack Wade, weiter auf         | Dawson City, weiter auf     | 105         |
| H10    | Nahanni Range Road       | Watson Lake, weiter auf       | Tungsten                    | 134         |
| H11    | Silver Trail             | Stewart Crossing, weiter auf  | Keno City                   | 110         |
| 14     | Takhini Hot Springs Road | Whitehorse, weiter auf        | Takhini Hot Springs         | 9           |
| 15     | Mitchell Road            | Faro, weiter auf              | Faro                        | 11          |
| H37    | Stewart-Cassiar Highway  | Upper Liard, weiter auf       | Upper Liard                 | 3           |